# Olivier Sarr
Olivier Sarr (Niort, 20 de fevereiro de 1999) é um jogador francês de basquete profissional que atualmente joga no Oklahoma City Thunder da National Basketball Association (NBA) e no Oklahoma City Blue da G-League.
Ele jogou basquete universitário na Universidade Wake Forest e na Universidade de Kentucky.

## Início da vida e carreira
Sarr começou a jogar basquete aos três anos com seu pai, um ex-jogador, e se inspirou em Hakeem Olajuwon. Ele jogou pelo Bouscat e pelo TOAC antes de ingressar no INSEP, um instituto esportivo em Paris. Ele competiu pelo Centre Fédéral no Nationale Masculine 1 e representou o INSEP no Adidas Next Generation Tournament.
Sarr mudou-se para os Estados Unidos quando tinha 15 anos. Ele foi considerado um recruta de quatro estrelas por scouts e se comprometeu com a Universidade Wake Forest.

## Carreira universitária
Como calouro na Universidade Wake Forest, Sarr teve médias de 3,2 pontos e 3,0 rebotes. Ele ganhou 9 kg em sua segunda temporada. No segundo ano, ele foi titular em 16 jogos e teve médias de 6,2 pontos e 5,5 rebotes, liderando o time com 25 bloqueios. Em 29 de fevereiro de 2020, Sarr registrou 37 pontos, o recorde de sua carreira, e 17 rebotes na vitória por 84-73 sobre Notre Dame. Em sua terceira temporada, Sarr teve médias de 13,7 pontos e 9,0 rebotes, teve 11 duplos-duplos e foi nomeado para a Terceira Equipe da ACC.
Após a demissão do técnico Danny Manning, Sarr entrou no portal de transferências. Em maio de 2020, ele anunciou que estava se transferindo para a  Universidade de Kentucky. Sarr solicitou uma renúncia para elegibilidade imediata em Kentucky. Ele teve médias de 10,8 pontos, 5,2 rebotes e 1,2 bloqueios. Ele se declarou para o draft da NBA de 2021, renunciando à temporada adicional de elegibilidade concedida pela NCAA devido à pandemia de COVID-19.

## Carreira profissional

### Oklahoma City Thunder / Azul (2021–Presente)
Depois de não ter sido selecionado no draft da NBA de 2021, Sarr jogou pelo Memphis Grizzlies na Summer League. Em 16 de outubro de 2021, ele foi contratado e imediatamente dispensado pelo Oklahoma City Thunder. Posteriormente, ele se juntou ao Oklahoma City Blue da G-League, marcando 14 pontos e 7 rebotes em sua estreia contra o Salt Lake City Stars.
Em 27 de dezembro, Sarr assinou um contrato de 10 dias com o Thunder e voltou ao Blue em 6 de janeiro de 2022. Três dias depois, ele assinou um segundo contrato de 10 dias com o Thunder. Ele foi readquirido e ativado pelo Oklahoma City Blue em 19 de janeiro.
Em 7 de setembro de 2022, o Portland Trail Blazers anunciou que havia contratado Sarr. Em 13 de outubro, os Trail Blazers anunciaram que haviam convertido seu contrato com Sarr em um contrato bilateral. Em 18 de novembro, a equipe anunciou que havia dispensado Sarr. Ele nunca jogou pelo time.
Em 11 de janeiro de 2023, Sarr foi readquirido pelo Oklahoma City Blue. Em 13 de fevereiro, ele assinou um contrato bilateral com o Oklahoma City Thunder.

## Estatísticas da carreira

### NBA

#### Temporada regular
| Ano      | Equipe        | PJ | PT | MPJ  | AP   | 3P   | LL   | RT  | AS | BR | TO | PPJ |
| -------- | ------------- | -- | -- | ---- | ---- | ---- | ---- | --- | -- | -- | -- | --- |
| 2021–22  | Oklahoma City | 22 | 2  | 19.1 | .574 | .448 | .828 | 4.2 | .9 | .3 | .7 | 7.0 |
| 2022–23  | Oklahoma City | 9  | 1  | 12.7 | .500 | .125 | .714 | 3.4 | .4 | .1 | .6 | 4.0 |
| Carreira | Carreira      | 31 | 3  | 15.9 | .536 | .286 | .770 | 3.8 | .6 | .2 | .6 | 5.5 |

### NBA G League
| Ano      | Equipe             | PJ | PT | MPJ  | AP   | 3P   | LL   | RT  | AS  | BR | TO  | PPJ  |
| -------- | ------------------ | -- | -- | ---- | ---- | ---- | ---- | --- | --- | -- | --- | ---- |
| 2021-22  | Oklahoma City Blue | 9  | 1  | 18.2 | .526 | .600 | .750 | 7.3 | .9  | .1 | .6  | 8.7  |
| 2022-23  | Oklahoma City Blue | 12 | 7  | 24.9 | .570 | .440 | .556 | 8.8 | 1.9 | .5 | 2.4 | 12.8 |
| Carreira | Carreira           | 21 | 8  | 21.5 | .548 | .520 | .653 | 8.0 | 1.4 | .3 | 1.5 | 10.7 |

### Universidade
| Ano      | Equipe      | PJ  | PT | MPJ  | AP   | 3P   | LL   | RT  | AS  | BR | TO  | PPJ  |
| -------- | ----------- | --- | -- | ---- | ---- | ---- | ---- | --- | --- | -- | --- | ---- |
| 2017–18  | Wake Forest | 30  | 0  | 15.1 | .348 | .250 | .600 | 3.0 | .4  | .3 | .7  | 3.2  |
| 2018–19  | Wake Forest | 25  | 16 | 21.7 | .472 | .250 | .705 | 5.5 | .5  | .4 | 1.0 | 6.2  |
| 2019–20  | Wake Forest | 30  | 15 | 26.7 | .527 | .143 | .761 | 9.0 | .9  | .4 | 1.2 | 13.7 |
| 2020–21  | Kentucky    | 25  | 25 | 25.1 | .470 | .444 | .791 | 5.2 | 1.3 | .4 | 1.2 | 10.8 |
| Carreira | Carreira    | 110 | 56 | 22.1 | .454 | .271 | .714 | 5.6 | .7  | .3 | 1.0 | 8.4  |

Fonte: